# Heybridge (Maldon)
 (juin 2023).
La mise en forme du texte ne suit pas les recommandations de Wikipédia : il faut le « wikifier ».
Les points d'amélioration suivants sont les cas les plus fréquents :
- Les titres sont pré-formatés par le logiciel. Ils ne sont ni en capitales, ni en gras.
- Le texte ne doit pas être écrit en capitales (les noms de famille non plus), ni en gras, ni en italique, ni en « petit »…
- Le gras n'est utilisé que pour surligner le titre de l'article dans l'introduction, une seule fois.
- L'italique est rarement utilisé : mots en langue étrangère, titres d'œuvres, noms de bateaux, etc.
- Les citations ne sont pas en italique mais en corps de texte normal. Elles sont entourées par des guillemets français : « et ».
- Les listes à puces sont à éviter, des paragraphes rédigés étant largement préférés. Les tableaux sont à réserver à la présentation de données structurées (résultats, etc.).
- Les appels de note de bas de page (petits chiffres en exposant, introduits par l'outil «  Source ») sont à placer entre la fin de phrase et le point final[comme ça].
- Les liens internes (vers d'autres articles de Wikipédia) sont à choisir avec parcimonie. Créez des liens vers des articles approfondissant le sujet. Les termes génériques sans rapport avec le sujet sont à éviter, ainsi que les répétitions de liens vers un même terme.
- Les liens externes sont à placer uniquement dans une section « Liens externes », à la fin de l'article. Ces liens sont à choisir avec parcimonie suivant les règles définies. Si un lien sert de source à l'article, son insertion dans le texte est à faire par les notes de bas de page.
- La présentation des références doit suivre les conventions bibliographiques. Il est recommandé d'utiliser les modèles {{Ouvrage}}, {{Chapitre}}, {{Article}}, {{Lien web}} et/ou {{Bibliographie}}. Le mode d'édition visuel peut mettre en forme automatiquement les références.
- Insérer une infobox (cadre d'informations à droite) n'est pas obligatoire pour parachever la mise en page.

Pour une aide détaillée, merci de consulter Aide:Wikification.
Si vous pensez que ces points ont été résolus, vous pouvez retirer ce bandeau et améliorer la mise en forme d'un autre article.
Pour les articles homonymes, voir Heybridge.
Heybridge est une ville et une paroisse civile du district de Maldon, à l'est du comté d'Essex, en Angleterre.

## Géographie
L'agglomération est limitrophe de la ville de Maldon, près de la rivière Blackwater,.
Elle compte 8 175 habitants au recensement de 2011.
Heybridge possède des zones résidentielles, les plus reconnaissables étant les récents lotissements Bovis à l'ouest de la ville, construits en 1995.
Le long de la route de Goldhanger, à l'est, se trouvent des campings traditionnels britanniques, accueillant à la fois des résidents permanents et les gens de passage.

## Toponymie
Le premier nom connu est celui de Tidwalditun.
L'appellation Heybridge vient du haut pont construit au Moyen Âge sur la rivière Blackwater au niveau d'Heybridge square, à la jonction entre Heybridge Street, Holloway Road et la chaussée submersible.

## Histoire
Avant le début de la construction d'un lotissement, une fouille archéologique complète a été entreprise. Elle a révélé l'existence d'une colonie et d'un complexe rituel importants de l'âge du fer, d'une grande colonie romaine et d'une colonie saxonne successives, ainsi que des vestiges préhistoriques dispersés.
Certains pensent que la bataille de Maldon s'est déroulée en 991, près de la rivière Blackwater, là où le pont fut ensuite construit. Il existe cependant une controverse : le lieu de la bataille ne peut pas être déterminé avec certitude à partir du poème The Battle of Maldon. Au fil des années différentes théories sont apparues. En particulier, la mention d'une île fait penser au rôle tenu par Northey Island plus au sud. L'île citée se trouvant à portée de voix de la terre ferme. Par ailleurs, Osea Island, à l'est, ne semble guère convenir.
Le pont d'Heybridge était un pont en pierre composé de cinq arches ; il fut remplacé en 1870 par un ouvrage en brique de deux arches.
À cette époque, une part importante du cours de la rivière a été déviée dans la rivière Chelmer pour rendre le cours d'eau navigable (Canal Chelmer et Blackwater).
Heybridge fut un village agricole jusque dans les années 1970 et 1980, lorsqu'une proportion considérable des terres agricoles locales a été consacrée à la construction de maisons. La principale industrie de Heybridge même, jusqu'à ce qu'elle cesse ses activités en 1984, fut la fabrication de machines agricoles E. H. Bentall & Co. Fondée en 1805 sur la rive sud de la Canal Chelmer et Blackwater, la société est devenue un grand complexe industriel qui a fonctionné pendant près de 180 ans.
En 1914,  Bentalls  comptait 600 à 700 employés. Pendant la première guerre mondiale, pour la première fois des ouvrières sont embauchées et l'atelier est équipé de palans pneumatiques. Après la guerre, cependant, l'entreprise a décliné - en grande partie en raison de son implication dans l'association Agricultural & General Engineers. Après la faillite d'A.G.E. en 1933, Bentalls a progressivement commencé à se redresser.
En 1961, E.H. Bentall and Co a été repris par le groupe Acrow. Acrows a été mis sous séquestre en 1984 et l'usine de Bentalls a fermé.
Bentalls a commencé son activité dans le grand bâtiment qui se dresse toujours sur la rive du canal près de Hall Road et de Heybridge Street. Il s'est étendu de l'autre côté de la route, occupant finalement tout le terrain entre Heybridge Street et le canal, à l'exception du site du moulin à farine au quai de Going, adjacent au pont Wave. Au début des années 1970, un nouveau complexe d'usines a été construit de l'autre côté du canal, sur un terrain où Bentalls n'avait auparavant que des bureaux et une fonderie. Le terrain le long de la rue d'Heybridge a été libéré. Aujourd'hui, le Bentalls shopping centre occupe le dernier site.

## Commodités
À Heybridge se trouvent des « takeaways », un petit supermarché, une pharmacie, des vétérinaires et un dentiste. Beaucoup sont situés autour du complexe commercial de Bentall, le long de Colchester Road.
La ville abrite également le populaire Heybridge Swifts football club, évoluant dans la Isthmian League Division One North.

## Chelmer and Blackwater Navigation Canal

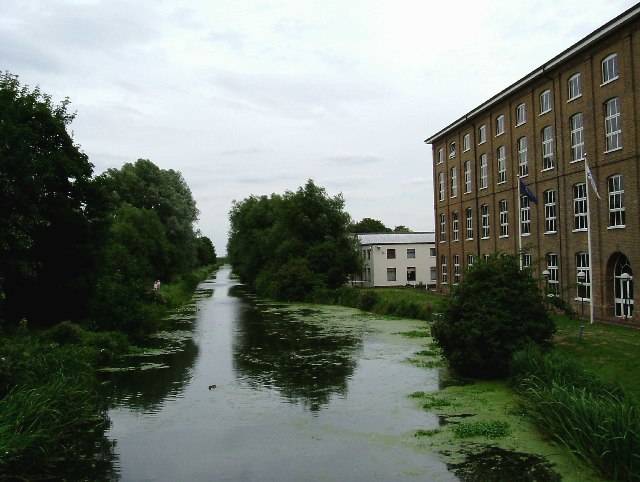
Le canal Chelmer and Blackwater à Heybridge.

Le dernier tronçon du canal Chelmer et Blackwater va de Beeleigh à Heybridge et se termine à Heybridge Basin. Cette partie du canal a nécessité beaucoup de planification et de travail à sa création, car un approvisionnement constant en eau courante était nécessaire pour les deux moulins à proximité, à Langford et Heybridge. Ceci a été réalisé grâce au détournement de la rivière Blackwater et à d'importants travaux autour des écluses de Beeleigh.
Le canal Chelmer et Blackwater était à l'origine utilisé pour transporter du charbon et du bois vers la ville intérieure de Chelmsford, car la route directe via Danbury atteint la plus haute colline du sud de l'Essex. Le canal a été utilisé à cette fin jusqu'à la fin des années 70, bien qu'il ait connu un déclin constant depuis que le Great Eastern Railway a ouvert ses lignes vers Maldon au XIXe siècle. Aujourd'hui, il est principalement utilisé pour les bateaux de plaisance et la pêche.

## Sports et loisirs
Heybridge héberge le club Heybridge Swifts F.C. évoluant en Non-League football. Il joue à Scraley Road.
Heybridge possède l'espace « King George's Field » (ou Plantation) nommé en mémoire du Roi George V, appelé familièrement et localement, ''the Planny'.

## Personnalités locales
- Francis Waring (en) (1760–1833), vicaire d'Heybridge. Il était connu pour la façon extraordinaire dont il s'acquittait des fonctions de sa charge. Il lisait ses textes à une vitesse vertigineuse, donnait un sermon très rapide d'une ou deux phrases, puis courait dans l'allée et sautait sur un cheval pour galoper et répéter la performance dans deux autres églises de la région. Ses arrangements domestiques étaient tout aussi particuliers. Bien qu'il ne fût pas pauvre, son presbytère était meublé de rondins grossièrement taillés au lieu de chaises. Ses enfants prenaient leurs repas dans une auge à côté de la table à manger en bois fendu. Sa femme et lui dormaient dans un énorme berceau d'osier suspendu au plafond. La  Waring Room , la salle paroissiale de l'église Saint-Andrew, porte son nom[8].
- Edward Hammond Bentall (en) (1814–1898), industriel qui a développé l'entreprise de fabrication de machines agricoles établie par son père William Bentall (1776–1836) et commercialisée sous le nom de E. H. Bentall & Co [7]. En 1873, il construit une grande maison à l'italienne appelée The Towers au coin de Goldhanger Road et Colchester Road. La maison a été la pionnière de la construction en blocs de béton et a été construite avec un chauffage à air canalisé et sans cheminées, bien que certaines aient été ajoutées plus tard. La maison a été démolie dans les années 1950[9]. Aujourd'hui le site est occupé par le Towers Estate.
- James Morrill (1824-1865), marin naufragé en Australie, natif de Heybridge.